# Flourensia campestris
Flourensia campestris là một loài thực vật có hoa trong họ Cúc. Loài này được Griseb. mô tả khoa học đầu tiên năm 1874.